# 251 (numero)
Duecentocinquantuno (251) è il numero naturale dopo il 250 e prima del 252.

## Proprietà matematiche
- È un numero dispari.
- È un numero difettivo.
- È un numero primo, dato che i suoi unici divisori sono 1 e il numero stesso.
  - È un numero primo sexy con 257.
  - È un numero primo di Chen.
  - È un numero primo di Sophie Germain, dato che 251·2+1=503, che è ancora un numero primo.
  - È un primo di Gauss.
  - È un numero primo di Eisenstein con parte immaginaria nulla.
  - È un numero primo regolare.
  - Può essere espresso come somma di altri tre numeri primi consecutivi (251=79+83+89), oppure di altri sette primi consecutivi (251=23+29+31+37+41+43+47).
- È un numero 25-gonale centrato.
- È un numero odioso.
- È il più piccolo numero che può essere espresso in due modi diversi come somma di tre cubi: 251 = 13+53+53=23+33+63.
- Può essere espresso come differenza di due quadrati: 251=126²-125².
- La somma delle cifre del 251º numero di Fibonacci è 251.
- È parte della terna pitagorica (251, 31500, 31501).
- È un numero palindromo nel sistema di numerazione posizionale a base 8 (373).

## Astronomia
- 251P/LINEAR è una cometa periodica del sistema solare.
- 251 Sophia è un asteroide della fascia principale del sistema solare.

## Astronautica
- Cosmos 251 è un satellite artificiale russo.

## Altri ambiti
- L'additivo alimentare E251 è il conservante nitrato di sodio.
- +251 è il prefisso telefonico internazionale dell'Etiopia.
- La progressione II-V-I è una successione di accordi comunemente usata nella musica tonale.